# Volodymyr Lytvyn

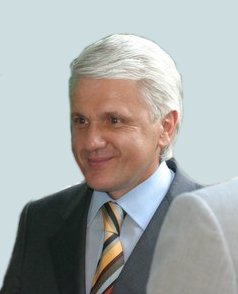
Volodymyr Lytvyn

Volodymyr Mychajlovytsj Lytvyn (Oekraïens: Володимир Михайлович Литвин) (Sloboda-Romanivska, Oblast Zjytomyr, 9 april 1956) is een Oekraïens politicus.
Lytvyn werd geboren in het dorp Sloboda-Romanivska in the oblast Zjytomyr in een familie van boeren. Van beroep is hij historicus. Op 28 mei 2002 werd hij voorzitter van de Verchovna Rada, het Oekraïense parlement, hij bleef dit tot de volgende parlementsverkiezingen. Op 26 maart 2006 deed hij mee aan de parlementsverkiezingen. Hij was lijsttrekker voor het "Nationaal blok van Lytvyn" dat er met 2,44% van de stemmen niet in slaagde om de kiesdrempel (3%) te halen.
Tijdens de parlementsverkiezingen het daaropvolgende jaar was hij (weer) lijsttrekker van het Blok Lytvyn, dit keer behaalde het blok 3.96% van de stemmen en 20 zetels. Na de Oekraïense regeringscrisis van 2008 ging het Blok Lytvyn deel uitmaken van de Oekraïense regering geleid door Joelija Tymosjenko, samen met Blok Joelija Tymosjenko en Nasja Oekrajina, nadat Lytvyn op 9 december 2008 weer tot voorzitter van de Verchovna Rada was gekozen.
Sinds 11 maart 2010 maakt het Blok Lytvyn deel uit van de opvolger van de regering Tymosjenko (deze viel 3 maart 2010), samen met de Partij van de Regio's en de Communistische Partij van Oekraïne, geleid door Mykola Azarov.